# Johann Jacob Reiske
Johann Jakob Reiske (født 25. december 1716 i Zörbig, død 14. august 1774 i Leipzig) var en tysk klassisk og orientalsk filolog.
Reiske studerede i Halle a. S. og Leyden og blev 32 år gammel ansat som professor i Leipzig. Hans hovedfag var arabisk og græsk, hans væsentlige egenskaber som videnskabsmand belæsthed og skarpsindighed. Reiske har leveret gode udgaver af forskellige græske forfattere, og for den arabiske filologi blev hans virksomhed banebrydende; det arabiske sprog havde indtil hans tid, med undtagelse af enkelte hollandske lærde, hovedsagelig været dyrket af videregående teologer som et slags appendiks til hebraisk, og megen overfladiskhed og dilettantisme havde fået lov af brede sig; Reiske fastslog for den arabiske filologi de samme stringente og metodiske principper, som allerede gjaldt for den klassiske. Hans hovedværk på dette område er hans latinske oversættelse af den arabiske historiker Abulfeda (Leipzig 1754). Efter Reiskes død kom hans samling af arabiske håndskrifter og hans egne afskrifter af arabiske værker til København og indlemmedes i det kongelige Bibliotek.